# Edward Serwański
Edward Mieczysław Serwański ps. Karol Szymański, Mietek (ur. 13 października 1912 w Hamburgu, zm. 29 sierpnia 2000 w Poznaniu) – polski historyk, polityk, działacz społeczny. Honorowy Obywatel Miasta Ostrowa Wielkopolskiego.

## Życiorys
Ojciec prof. dr. hab. Macieja Jerzego Serwańskiego
Absolwent Gimnazjum Męskiego w Ostrowie Wielkopolskim. Był tam aktywistą harcerskim. W 1935 podjął studia prawnicze na Uniwersytecie Poznańskim, nie zrywając kontaktów z macierzystym hufcem, gdzie pracował w referacie drużyn gimnazjalnych. W 1937 został nominowany na stopień podharcmistrza.
Uczestniczył jako dowódca plutonu w Oddziałach Ochotniczych gen. Bałachowicza podczas obrony Warszawy w 1939. Po upadku stolicy wrócił do Ostrowa, gdzie przystąpił do organizowania podziemnego harcerstwa. W latach 1939–1940 tworzył zręby struktur poznańskiej Ojczyzny Józefa Prądzyńskiego na terenie południowej Wielkopolski. Był emisariuszem Biura Zachodniego Delegatury Rządu na Kraj w 1943 roku. Uczestnik powstania warszawskiego 1944.
Po wojnie podjął służbę instruktorską w Komendzie Chorągwi ZHP, pełniąc funkcję kierownika Wydziału Programowego. Został oskarżony o usiłowanie zmiany przemocą ustroju Państwa Polskiego i po dwuletnim śledztwie skazany na wyrok więzienia. Odbył połowę kary (lata 1948–1951), w 1956 został zrehabilitowany. Stopień doktora uzyskał w 1960 na podstawie pracy „Hitlerowska polityka narodowościowa na Górnym Śląsku”. Rozprawa habilitacyjna „Wielkopolska w cieniu swastyki” (1970),  ukazała się po wieloletnich bojach z cenzurą. Nominację na profesora nadzwyczajnego Edward Serwański otrzymał ostatecznie w roku 1981 w wieku 70 lat.
Odznaczony został  Krzyżem Kawalerskim i Oficerskim Orderu Odrodzenia Polski, Złotym Krzyżem Zasługi, Krzyżem Armii Krajowej, Warszawskim Krzyżem Powstańczym, Medalem Wojska, Medalem Zwycięstwa i Wolności 1945, Medalem Rodła, Medalem za Warszawę, Rozetą z Mieczami do Krzyża za Zasługi dla ZHP oraz Odznaką Honorową Miasta Poznania
Został pochowany na Cmentarzu Junikowo w Poznaniu.

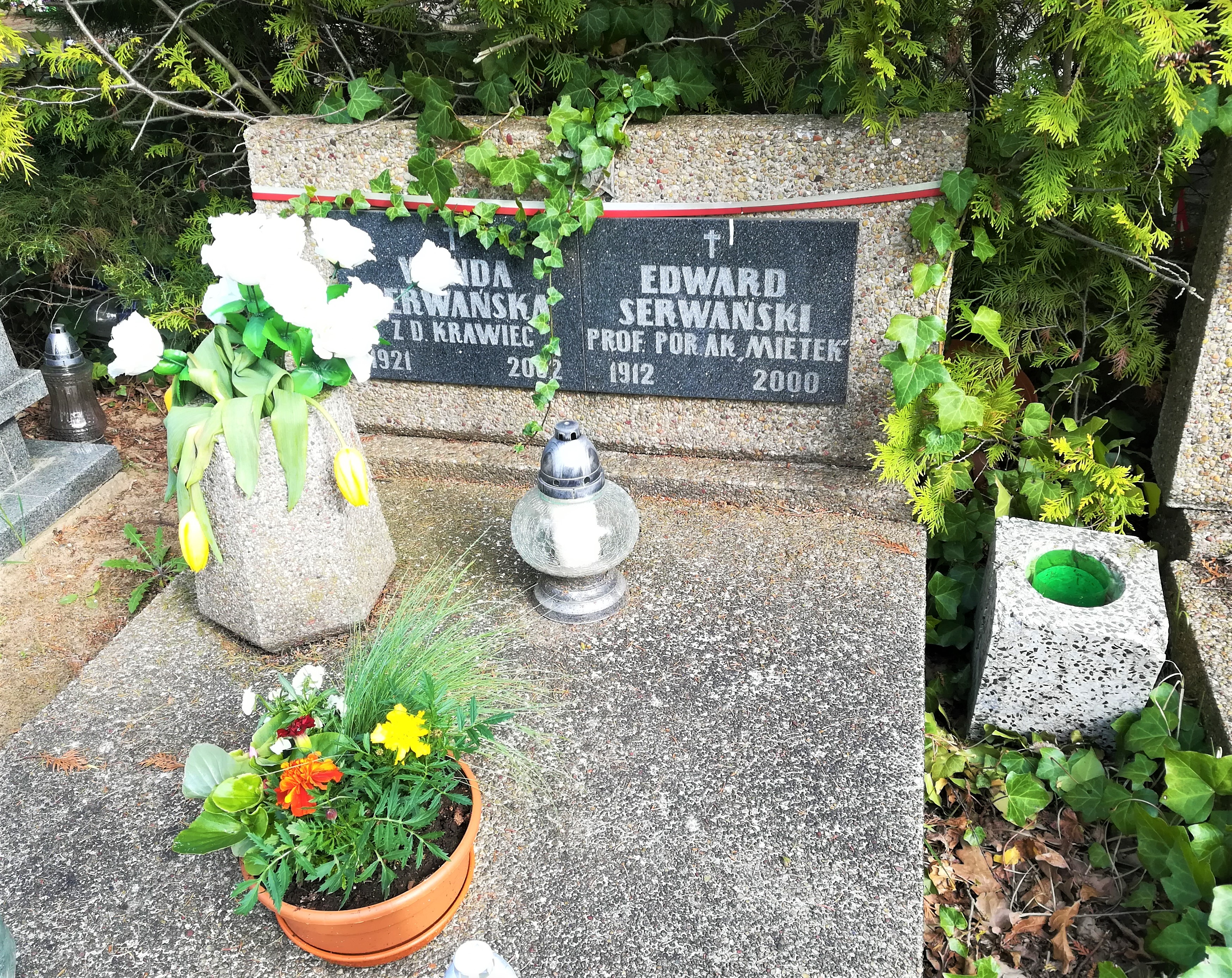
Grób na cmentarzu junikowskim

Autor około trzystu prac oraz kilkunastu książek poświęconych zagadnieniom polsko-niemieckim, podejmujących temat konspiracji podczas II wojny światowej oraz okupacji niemieckiej.

## Wybrane publikacje
- Obóz zagłady w Chełmnie nad Nerem, Poznań 1964
- Wielkopolska w cieniu swastyki, Warszawa 1970
- Ostrów Wielkopolski i jego region w okresie II wojny światowej (1939–1945), Poznań 1992
- Struktury tajnego nauczania w Wielkopolsce 1939-1945, Poznań 1998
- Z dziejów wielkopolskiej konspiracji 1939–1945, Poznań 1999
- W kręgu myśli zachodniej. Wspomnienia i zapiski Wielkopolanina, Poznań 2003